# 伟大的征程：从亚美尼亚到中国
《伟大的征程：从亚美尼亚到中国》（Andin: Armenian Journey Chronicles）是一部2014年多國合製的史诗紀錄片，讲述早期的亚美尼亚和中国如何通过丝绸之路建立起了关联。该片由亚美尼亚导演魯本·吉內（Ruben Giney）执导。

## 简介
该片以亚美尼亚历史为轴线，分段讲述了不同时期的亚美尼亚人如何通过丝绸之路为东西方的经济和文化发展建里起了纽带和桥梁。为了拍好这部纪录片，魯本导演带领整个团队历经两年半的时间，先后赴中国、亚美尼亚、俄罗斯、墨西哥、印度、法国、西班牙等十一个国家取景，拍摄了大量的素材，最终完成了这部堪称史诗般的巨作。
导演魯本最初只是打算为电视台制作一部小型的关于亚美尼亚历史的纪录片。在查阅相关资料的过程中，导演在各种书籍笔记中找出了许多鲜为人知的历史事实。随着调查的深入，魯本找到了越来越多的线索。有趣的是，这些线索分别以不同的语言出现在不同国籍的历史学者的作品当中，像是一个拼图游戏，无数块历史小碎片让魯本欲罢不能，原本40分钟的纪录片就这样变成了128分钟的长片。
魯本先生花了整整三年时间走遍了世界各地的图书馆、博物馆，采访了许多专家学者，做了许多大量的调研笔记，数度打磨，最终完成了剧本的撰写。片中许多信息都是史上第一次以画面的形式在大银幕上展现。

## 奖项
- 金杏国际电影节（亚美尼亚，埃里温，2014年） 年度最佳纪录片
- 石榴国际电影节（加拿大，多伦多，2014年） 评委会大奖，观众最喜欢的纪录片奖
- 第一届丝绸之路电影节（中国，西安，2014）  特约嘉宾